# モハメド・フォファナ
モハメド・フォファナ（Mohamed Fofana,1985年3月7日）は、フランス・ヴァル＝ドワーズ県ゴネス出身の元サッカー選手。現役時代のポジションはDF。

## 経歴

### クラブ
2004-05シーズンにトゥールーズFCの下部組織からトップチームへ昇格。2005年4月2日、第31節FCメス戦で84分に右SBとして出場し、リーグ・アン及びプロデビューを果たした。5月21日、ホームにSMカーンを迎えた第37節で本職のCBとしてフル出場をした。
2008-09シーズンは、マウロ・セットとコンビを組み全試合出場し4位に貢献。しかし、翌シーズンは度重なる負傷や病気が原因でダニエル・コングレにレギュラーポジションを明け渡した。2010-11シーズンオフにセットが移籍したことにより、新主将に就任したコングレと共にコンビを組みレギュラーの座を取り戻したかに思われたが、アラン・カサノヴァ監督はコングレと新加入のアイメン・アブデヌールのコンビをファーストチョイスに選び、公式戦6試合と出場機会が激減した。
2012年6月4日、スタッド・ランスに3年契約で移籍。
2016年8月2日、RCランスに移籍した。

### 代表
トゥールーズで以前指導を受けたアラン・ジレス監督の下、2011年3月26日のアフリカネイションズカップ2012予選ジンバブエ戦に向けてマリ代表に初招集され、6月5日のジンバブエとの第2戦でデビューを果たした。翌年のアフリカネイションズカップ2012のメンバーに選出されたものの、大会前に行われたトーゴ戦で太腿を痛めたことで欠場を余儀なくされた。